# جو سيمونز
جو سيمونز (بالإنجليزية: Joe Simmons)‏ هو لاعب كرة قاعدة أمريكي، ولد في 13 يونيو 1845، وتوفي في 24 يوليو 1901 في جيرسي سيتي في الولايات المتحدة.

## وصلات خارجية
- جو سيمونز على موقعبيزبول رفرنس.كوم (الدوري الرئيسي) (الإنجليزية)
- جو سيمونز على موقعبيزبول رفرنس.كوم (الدوري الثانوي) (الإنجليزية)